# Marca (новине)
Марка (шп. Marca) је шпанска спортска дневна новина. Први бројеви су штампани 1938. у Сан Себастијану као недељник.
После грађанског рата редакција Марке се пресељава у Мадрид и од 1942. излази као дневни лист. То су најпопуларније и најчитаније спортске новине у Шпанији.
Од 1955. постоји и електронско издање, а од 2000. и радио-станица са истим именом. По традицији Марка сваке године награђује најбољег стрелца шпанског првенства.